# HE LIVES IN YOU
HE LIVES IN YOU（ヒー・リヴズ・イン・ユー）はディズニーのアニメ映画『ライオン・キング』に関連する楽曲である。

## 概要
元々は、アニメ映画『ライオン・キング』にインスパイアされたアルバム『ライオン・キング2 リズム・オブ・ザ・プライドランド』（1995年発売）の収録曲としてレボ・Mの歌唱で発表された楽曲である。同アルバムでの邦題は「心の中の王」。
その後、ティナ・ターナー、ダイアナ・ロスなどがカバーした。
ミュージカル『ライオン・キング』では「They Live in You」（邦題：「君の心の中に」）と改題され、挿入歌として使用されている。劇団四季による日本公演では「お前の中に生きている」の曲名で挿入歌として使用。
アニメ映画『ライオン・キング2 シンバズ・プライド』では挿入歌及びエンディング・テーマとして使われた。
リメイク版『ライオン・キング』でも使用され、サウンドトラックにも収録された。

## TRFのシングル
1999年8月25日、avex traxより通算25枚目のシングルとして発売。アルバム『LOOP＃1999』からのシングル・カット。『ライオン・キング2 シンバズ・プライド』の挿入歌を日本語でカバーした楽曲。同作の日本語吹き替え版エンディングテーマに起用。同年4月19日、TRFが『ライオン・キング2 シンバズ・プライド』の日本語版主題歌を歌うことが発表された。日本語詞はYŪKIが同作の映像からイメージを膨らませて書いたという。本作発売後、次作「Where to begin」まで6年5ヶ月シングル・リリースが無かった。

### 収録曲
1. HE LIVES IN YOU
作詞・作曲：MARK MANCINA・JAY RIFKIN・LEBO M
日本語詞：YŪKI
2. HE LIVES IN YOU (REMIX)
3. EZ DO DANCE (WARP MIX)
4. 寒い夜だから... (CLUB RAGGA MIX)
5. HE LIVES IN YOU (TV MIX)

### 収録アルバム
HE LIVES IN YOU
- 『LOOP＃1999』
- 『TRF 20TH Anniversary COMPLETE SINGLE BEST』